# 特雷卡塞
特雷卡塞（義大利語：Trecase），是意大利那不勒斯省的一个市镇。总面积6.14平方公里，人口9295人，人口密度1513.8人/平方公里（2009年）。ISTAT代码为063091。